# 戈爾巴奇 (科羅斯堅區)
戈爾巴奇（烏克蘭語：Горбачі），是烏克蘭的村落，位於該國北部日托米爾州，由科羅斯堅區負責管轄，始建於1890年，面積0.33平方公里，海拔高度172米，2001年人口50，人口密度每平方公里151.52人。
50°58′10″N 28°49′24″E / 50.96944°N 28.82333°E